# The Commuted Sentence
The Commuted Sentence è un cortometraggio muto del 1915 diretto da Ernest C. Warde.

## Produzione
Il film fu prodotto dalla Thanhouser Film Corporation.

## Distribuzione
Distribuito negli Stati Uniti dalla Mutual, il film - un cortometraggio in due bobine - uscì nelle sale il 2 novembre 1915.